# Kyselina thiosírová
Kyselina thiosírová (H2S2O3) je jednou z dvojsytných kyselin na bázi síry. Existuje volná nebo v bezvodém stavu. Bezvodá je stabilní v diethyletheru při teplotě -78 °C.
Při teplotě 0 °C se ve vodném prostředí rozkládá:
H2S2O3 → S + SO2 + H2O

## Příprava
Bezvodou kyselinu thiosírovou lze připravit následujícími způsoby:
H2S + SO3 → H2S2O3
HSO3Cl + H2S → HCl + H2S2O3
Na2S2O3 + 2 HCl → 2 NaCl + H2S2O3

## Soli
Kyselina thiosírová tvoří soli zvané thiosírany (dříve nepřesně sirnatany). Thiosírany jsou poměrně stálé. Při rozkladu thiosíranů chlorovodíkem lze získat za určitých podmínek kyselinu thiosírovou.
Nejvýznamnější solí je thiosíran sodný, využívaný jako součást ustalovačů. Průmyslově se vyrábí oxidací polysulfidů kyslíkem:
2 Na2S5 + 3 O2 → 2 Na2S2O3 + 6/8 S8